# Campeonato Sul-Americano de Atletismo em Pista Coberta de 2022 - Resultados
Esses foram os resultados do Campeonato Sul-Americano de Atletismo em Pista Coberta de 2022 que ocorreram nos dias 19 e 20 de fevereiro de 2022, no Estádio Municipal de Cochabamba, em Cochabamba, na Bolívia.

## Resultado masculino

### 60 metros
Bateria – 19 de fevereiro
| Posição | Bateria | Atleta                  | Nacionalidade | Tempo | Notas |
| ------- | ------- | ----------------------- | ------------- | ----- | ----- |
| 1       | 1       | Felipe Bardi dos Santos | Brasil        | 6.66  | Q,    |
| 2       | 1       | David Vivas             | Venezuela     | 6.67  | Q,    |
| 3       | 2       | Franco Florio           | Argentina     | 6.70  | Q     |
| 4       | 2       | Erik Cardoso            | Brasil        | 6.72  | Q     |
| 99      | 1       | Ezequiel Suárez*        | Porto Rico    | 6.81  | [ 5 ] |
| 5       | 2       | Tito Hinojosa           | Bolívia       | 6.84  | Q,    |
| 6       | 2       | Alexander Salazar       | Panamá        | 6.88  | q     |
| 7       | 1       | Mateo Edward            | Panamá        | 6.95  | Q     |
| 8       | 1       | Julian Vargas           | Bolívia       | 6.95  | q     |
| 9       | 2       | Luis Humberto Angulo    | Peru          | 6.98  |       |
| 10      | 2       | Jesús Manuel Cáceres    | Paraguai      | 7.05  |       |

Final – 19 de fevereiro
| Posição           | Raia | Atleta                  | Nacionalidade | Tempo | Notas                 |
| ----------------- | ---- | ----------------------- | ------------- | ----- | --------------------- |
| Medalha de ouro   | 4    | Felipe Bardi dos Santos | Brasil        | 6.62  | Recorde do campeonato |
| Medalha de prata  | 5    | David Vivas             | Venezuela     | 6.63  | Recorde nacional      |
| Medalha de bronze | 3    | Franco Florio           | Argentina     | 6.70  |                       |
| 4                 | 6    | Erik Cardoso            | Brasil        | 6.71  |                       |
| 5                 | 2    | Tito Hinojosa           | Bolívia       | 6.84  | =                     |
| 6                 | 8    | Julian Vargas           | Bolívia       | 6.91  |                       |
| 7                 | 7    | Alexander Salazar       | Panamá        | 6.95  |                       |
| 8                 | 1    | Mateo Edward            | Panamá        | 6.99  |                       |

### 400 metros
Bateria – 19 de fevereiro
| Posição | Bateria | Atleta                 | Nacionalidade | Tempo | Notas |
| ------- | ------- | ---------------------- | ------------- | ----- | ----- |
| 8       | 2       | Ezequiel Suàrez*       | Porto Rico    | 47.14 | [ 5 ] |
| 1       | 2       | Lucas Carvalho         | Brasil        | 47.75 | Q     |
| 2       | 1       | Javier Gómez           | Venezuela     | 47.99 | Q     |
| 3       | 2       | Pedro Luiz de Oliveira | Brasil        | 48.25 | Q     |
| 4       | 1       | Marcos González        | Paraguai      | 49.89 | Q,    |
| 5       | 1       | Juan Manuel Gareca     | Bolívia       | 49.91 | q     |
| 6       | 1       | Nery Peñaloza          | Bolívia       | 49.95 | q     |
| 8       | 2       | Kevin Mina             | Colômbia      | DNS   |       |

Final – 20 de fevereiro
| Posição           | Raia | Atleta                 | Nacionalidade | Tempo | Notas                 |
| ----------------- | ---- | ---------------------- | ------------- | ----- | --------------------- |
| Medalha de ouro   | 4    | Lucas Carvalho         | Brasil        | 46.85 | Recorde do campeonato |
| Medalha de prata  | 5    | Javier Gómez           | Venezuela     | 47.25 |                       |
| Medalha de bronze | 6    | Pedro Luiz de Oliveira | Brasil        | 47.40 |                       |
| 4                 | 3    | Nery Peñaloza          | Bolívia       | 49.68 |                       |
| 5                 | 1    | Juan Manuel Gareca     | Bolívia       | 49.75 |                       |
| 6                 | 2    | Marcos González        | Paraguai      | 49.96 |                       |

### 800 metros
20 de fevereiro
| Posição           | Atleta                  | Nacionalidade | Tempo   | Notas                 |
| ----------------- | ----------------------- | ------------- | ------- | --------------------- |
| Medalha de ouro   | Lucirio Antonio Garrido | Venezuela     | 1:52.12 | Recorde do campeonato |
| Medalha de prata  | Eduardo Moreira         | Brasil        | 1:52.40 |                       |
| Medalha de bronze | Guilherme Kurtz         | Brasil        | 1:52.71 |                       |
| 4                 | Ryan López              | Venezuela     | 1:57.99 |                       |
| 5                 | Omar Sotomayor          | Bolívia       | 1:58.36 |                       |
| 6                 | Fermín González         | Bolívia       | 2:01.85 |                       |

### 1.500 metros
19 de fevereiro
| Posição           | Atleta                  | Nacionalidade | Tempo   | Notas                 |
| ----------------- | ----------------------- | ------------- | ------- | --------------------- |
| Medalha de ouro   | David Ninavia           | Bolívia       | 3:56.16 | Recorde do campeonato |
| Medalha de prata  | José Daniel González    | Venezuela     | 3:57.13 |                       |
| Medalha de bronze | Guilherme Kurtz         | Brasil        | 3:57.58 |                       |
| 4                 | Lucirio Antonio Garrido | Venezuela     | 3:58.82 |                       |
| 5                 | Vidal Basco             | Bolívia       | 4:04.58 |                       |
| 9                 | Matheus Américo Pessoa* | Brasil        | 4:11.35 |                       |
| 6                 | Carlos Santos           | Brasil        | 4:17.03 |                       |

### 3.000 metros
20 de fevereiro
| Posição           | Atleta               | Nacionalidade | Tempo    | Notas |
| ----------------- | -------------------- | ------------- | -------- | ----- |
| Medalha de ouro   | Daniel Toroya        | Bolívia       | 8:38.29  |       |
| Medalha de prata  | Ederson Pereira      | Brasil        | 8:40.96  |       |
| Medalha de bronze | José Daniel González | Venezuela     | 8:49.80  |       |
| 4                 | Mario Flores         | Bolívia       | 8:58.81  |       |
| 5                 | Jurandyr Couto       | Brasil        | 10:23.83 |       |
| 9                 | Guilherme Kurtz      | Brasil        | DNS      |       |

### 60 metros barreiras
20 de fevereiro
| Posição           | Raia | Atleta              | Nacionalidade | Tempo | Notas            |
| ----------------- | ---- | ------------------- | ------------- | ----- | ---------------- |
| Medalha de ouro   | 5    | Rafael Pereira      | Brasil        | 7.58  | , =              |
| Medalha de prata  | 4    | Gabriel Constantino | Brasil        | 7.72  |                  |
| Medalha de bronze | 3    | Agustín Carrera     | Argentina     | 7.85  | Recorde nacional |
| 4                 | 7    | Mauricio Garrido    | Peru          | 7.87  |                  |
| 5                 | 6    | Yojan Chaverra      | Colômbia      | 7.98  |                  |
| 6                 | 1    | Martín Saenz        | Chile         | 8.01  |                  |
| 7                 | 2    | Mauricio Sandoval   | Bolívia       | 8.21  |                  |
| 8                 | 8    | Enrique Bellott     | Bolívia       | 8.65  |                  |

### Revezamento 4x400 m
20 de fevereiro
| Posição          | Nacionalidade | Atletas                                                             | Tempo   | Notas                 |
| ---------------- | ------------- | ------------------------------------------------------------------- | ------- | --------------------- |
| Medalha de ouro  | Venezuela     | Leodan Torrealba, Lucirio Antonio Garrido, Ryan López, Javier Gómez | 3:16.91 | Recorde do campeonato |
| Medalha de prata | Bolívia       | Tito Hinojosa, Juan Manuel Gareca, Alberto Antelo, Nery Peñaloza    | 3:17.87 | Recorde nacional      |

### Salto em altura
20 de fevereiro
| Posição           | Atleta             | Nacionalidade | 1.90 | 1.95 | 2.05 | 2.10 | 2.13 | 2.16 | 2.19 | 2.22 | 2.25 | Resultados | Notas |
| ----------------- | ------------------ | ------------- | ---- | ---- | ---- | ---- | ---- | ---- | ---- | ---- | ---- | ---------- | ----- |
| Medalha de ouro   | Thiago Moura       | Brasil        | –    | –    | –    | –    | o    | o    | o    | o    | xxx  | 2.22       |       |
| Medalha de prata  | Carlos Layoy       | Argentina     | –    | –    | o    | o    | –    | o    | xxx  |      |      | 2.16       | =     |
| Medalha de bronze | José André Camacho | Bolívia       | xxo  | xxx  |      |      |      |      |      |      |      | 1.90       |       |
| 4                 | Fernando Ferreira  | Brasil        |      |      |      |      |      |      |      |      |      | DNS        |       |

### Salto com vara
19 de fevereiro
| Posição          | Atleta                    | Nacionalidade | 4.80 | 5.00 | 5.05 | 5.20 | 5.25 | 5.40 | 5.50 | Resultados | Notas |
| ---------------- | ------------------------- | ------------- | ---- | ---- | ---- | ---- | ---- | ---- | ---- | ---------- | ----- |
| Medalha de ouro  | Augusto Dutra de Oliveira | Brasil        | –    | xo   | –    | xo   | –    | xx–  | o    | 5.50       | =     |
| Medalha de prata | Abel Curtinove            | Brasil        | o    | x–   | xo   | –    | xxx  |      |      | 5.05       |       |
| 8                | Bruno Spinelli*           | Brasil        | –    | o    | –    | xxx  |      |      |      | 5.00       | [ 5 ] |
| 9                | Germán Chiaraviglio       | Argentina     | –    | –    | –    | xxx  |      |      |      | NM         |       |

### Salto em comprimento
20 de fevereiro
| Posição           | Atleta            | Nacionalidade | #1   | #2   | #3   | #4   | #5   | #6   | Resultados | Notas            |
| ----------------- | ----------------- | ------------- | ---- | ---- | ---- | ---- | ---- | ---- | ---------- | ---------------- |
| Medalha de ouro   | José Luis Mandros | Peru          | 7.96 | 8.06 | 8.04 | 8.12 | x    | 8.17 | 8.17       | ,                |
| Medalha de prata  | Emiliano Lasa     | Uruguai       | x    | 8.08 | 8.10 | –    | x    | 7.94 | 8.10       | Recorde nacional |
| Medalha de bronze | Samory Fraga      | Brasil        | x    | 7.82 | 7.64 | x    | 7.80 | 7.72 | 7.82       |                  |
| 4                 | Gabriel Luiz Boza | Brasil        | 7.47 | x    | x    | 7.46 | 7.46 | x    | 7.47       | SA20R            |
| 5                 | Miguel Alfaro     | Bolívia       | 5.93 | x    | 6.56 | x    | 6.71 | 6.90 | 6.90       |                  |
| 6                 | Romulo Colodro    | Bolívia       | 6.57 | 6.69 | x    | 6.69 | x    | 6.57 | 6.69       |                  |

### Salto triplo
20 de fevereiro
| Posição           | Atleta           | Nacionalidade | #1    | #2    | #3    | #4    | #5    | #6    | Resultados | Notas |
| ----------------- | ---------------- | ------------- | ----- | ----- | ----- | ----- | ----- | ----- | ---------- | ----- |
| Medalha de ouro   | Alexsandro Melo  | Brasil        | 16.12 | x     | 16.43 | x     | 16.62 | 16.62 | 16.62      |       |
| Medalha de prata  | Almir dos Santos | Brasil        | 15.93 | 16.53 |       | 16.17 | –     | 16.59 | 16.59      |       |
| Medalha de bronze | Leodan Torrealba | Venezuela     | 15.71 | 16.50 | 16.55 | 16.49 | x     | 15.91 | 16.55      |       |
| 4                 | Maximiliano Díaz | Argentina     | x     | 16.02 | 15.71 | x     | x     | x     | 16.02      |       |
| 5                 | Miguel Alfaro    | Bolívia       | x     | 13.96 | x     | x     | x     | 13.84 | 13.96      |       |
| 6                 | Mauricio Rivera  | Bolívia       | x     | 13.46 | 13.43 | 13.58 | –     | x     | 13.58      |       |
| 9                 | Mateus de Sá     | Brasil        |       |       |       |       |       |       | DNS        |       |

### Arremesso de peso
20 de fevereiro
| Posição           | Atleta           | Nacionaidade | #1    | #2    | #3    | #4    | #5    | #6    | Resultados | Notas |
| ----------------- | ---------------- | ------------ | ----- | ----- | ----- | ----- | ----- | ----- | ---------- | ----- |
| Medalha de ouro   | Darlan Romani    | Brasil       | 20.27 | 20.87 | 21.71 | 21.19 | 20.68 | 19.91 | 21.71      | ,     |
| Medalha de prata  | Willian Dourado  | Brasil       | 19.09 | 19.83 | 19.57 | 19.55 | 19.74 | 19.33 | 19.83      |       |
| Medalha de bronze | Ignacio Carballo | Argentina    | x     | 18.40 | 19.04 | 18.25 | 18.70 | 18.98 | 19.04      |       |
| 4                 | Matias Püschel   | Chile        | 15.98 | 16.05 | x     | 14.80 | 15.38 | x     | 16.05      |       |

### Heptatlo
19 - 20 de fevereiro
| Posição           | Atleta                     | Nacionalidade | 60m  | SD   | AP    | SA   | 60 m C/B | SV   | 1000 m  | Pontos | Notas                 |
| ----------------- | -------------------------- | ------------- | ---- | ---- | ----- | ---- | -------- | ---- | ------- | ------ | --------------------- |
| Medalha de ouro   | Felipe Vinícius dos Santos | Brasil        | 6.75 | 7.10 | 14.00 | 2.00 | 7.78     | 4.70 | 3:06.71 | 5799   | Recorde do campeonato |
| Medalha de prata  | Georni Jaramillo           | Venezuela     | 7.04 | 7.57 | 16.07 | 1.85 | 8.03     | 4.20 | 3:11.19 | 5552   |                       |
| Medalha de bronze | José Fernando Santana      | Brasil        | 7.05 | 7.34 | 12.89 | 1.88 | 8.00     | 4.70 | 3:09.97 | 5489   |                       |

## Resultado feminino

### 60 metros
19 de fevereiro
| Posião            | Raia | Atleta                    | Nacionalidade | Tempo | Notas                 |
| ----------------- | ---- | ------------------------- | ------------- | ----- | --------------------- |
| Medalha de ouro   | 4    | Rosângela Santos          | Brasil        | 7.24  | Recorde do campeonato |
| Medalha de prata  | 2    | Vitória Cristina Rosa     | Brasil        | 7.25  |                       |
| Medalha de bronze | 3    | Macarena Borie            | Chile         | 7.43  |                       |
| 4                 | 5    | María Florencia Lamboglia | Argentina     | 7.53  |                       |
| 5                 | 7    | Leticia Arispe            | Bolívia       | 7.56  |                       |
| 6                 | 6    | Guadalupe Torrez          | Bolívia       | 7.66  |                       |
| 7                 | 8    | Rocío Muñoz               | Chile         | 7.76  |                       |
| 8                 | 1    | Paula Daruich             | Peru          | 7.84  |                       |

### 400 metros
20 de fevereiro
| Posição           | Raia | Atleta                    | Nacionalidade | Tempo | Notas |
| ----------------- | ---- | ------------------------- | ------------- | ----- | ----- |
| Medalha de ouro   | 4    | Tábata de Carvalho        | Brasil        | 54.81 |       |
| Medalha de prata  | 5    | Liliane Parrela           | Brasil        | 55.37 |       |
| Medalha de bronze | 6    | Noelia Martínez           | Argentina     | 55.88 |       |
| 4                 | 3    | Cecilia Gómez             | Bolívia       | 56.04 |       |
| 5                 | 1    | María Florencia Lamboglia | Argentina     | 57.36 |       |
| 6                 | 2    | Mariana Arce              | Bolívia       | 57.42 |       |

### 800 metros
20 de fevereiro
| Posição           | Atleta            | Nacionalidade | Tempo   | Notas |
| ----------------- | ----------------- | ------------- | ------- | ----- |
| Medalha de ouro   | Deborah Rodríguez | Uruguai       | 2:18.23 |       |
| Medalha de prata  | Jaqueline Weber   | Brasil        | 2:18.58 |       |
| Medalha de bronze | Martina Escudero  | Argentina     | 2:19.33 |       |
| 4                 | Tania Guasace     | Bolívia       | 2:20.52 |       |
| 5                 | Nathia González   | Colômbia      | 2:20.75 |       |
| 6                 | Evanyelin Mayta   | Bolívia       | 2:23.86 |       |
| 7                 | Mayara Leite      | Brasil        | 2:51.83 |       |

### 1.500 metros
19 de fevereiro
| Posição           | Atleta           | Nacionalidade | Tempo   | Notas |
| ----------------- | ---------------- | ------------- | ------- | ----- |
| Medalha de ouro   | Jhoselyn Camargo | Bolívia       | 4:39.33 |       |
| Medalha de prata  | Tatiana Poma     | Bolívia       | 4:46.49 |       |
| Medalha de bronze | Jaqueline Weber  | Brasil        | 4:49.42 |       |
| 9                 | Rejane da Silva  | Brasil        | DNF     |       |

### 3.000 metros
20 de fevereiro
| Posição           | Atleta                 | Nacionalidade | Tempo    | Notas |
| ----------------- | ---------------------- | ------------- | -------- | ----- |
| Medalha de ouro   | Lizeth Veizaga         | Bolívia       | 10:47.84 |       |
| Medalha de prata  | Eva Fernández          | Bolívia       | 11:09.00 |       |
| Medalha de bronze | Elisângela de Oliveira | Brasil        | 11:40.68 |       |

### 60 metros barreiras
20 de fevereiro
| Posição           | Raia | Atleta            | Nacionalidade | Tempo | Notas |
| ----------------- | ---- | ----------------- | ------------- | ----- | ----- |
| Medalha de ouro   | 8    | Ketiley Batista   | Brasil        | 8.41  |       |
| Medalha de prata  | 6    | Diana Bazalar     | Peru          | 8.48  |       |
| Medalha de bronze | 7    | Valentina Polanco | Argentina     | 8.62  |       |
| 4                 | 4    | Vitória Alves     | Brasil        | 8.72  |       |
| 5                 | 3    | Thaynara Zoch     | Bolívia       | 9.00  |       |
| 6                 | 2    | Camila Jiménez    | Bolívia       | 9.19  |       |
| 9                 | 5    | Paola Vásquez*    | Porto Rico    | 10.21 | [ 5 ] |

### Revezamento 4x400 m
20 de fevereiro
| Posição          | Nacionalidade | Atletas                                                                         | Tempo   | Notas            |
| ---------------- | ------------- | ------------------------------------------------------------------------------- | ------- | ---------------- |
| Medalha de ouro  | Bolívia       | Lucía Sotomayor, Mariana Arce, Tania Guasace, Cecilia Gómez                     | 3:47.37 | ,                |
| Medalha de prata | Argentina     | Martina Escudero, Valentina Polanco, María Florencia Lamboglia, Noelia Martínez | 3:59.15 | Recorde nacional |

### Salto em altura
20 de fevereiro
| Posição           | Atleta            | Nacionalidade | 1.55 | 1.60 | 1.65 | 1.70 | 1.73 | 1.76 | 1.79 | 1.82 | Resultados | Notas |
| ----------------- | ----------------- | ------------- | ---- | ---- | ---- | ---- | ---- | ---- | ---- | ---- | ---------- | ----- |
| Medalha de ouro   | Sarah Freitas     | Brasil        | –    | –    | o    | o    | o    | o    | o    | xxx  | 1.79       |       |
| Medalha de prata  | Arielly Rodrigues | Brasil        | –    | o    | o    | xo   | o    | xxx  |      |      | 1.73       |       |
| Medalha de bronze | Carla Ríos        | Bolívia       | o    | o    | o    | o    | xxx  |      |      |      | 1.70       |       |
| 9                 | Lorena Aires      | Uruguai       | –    | –    | –    | xxx  |      |      |      |      | NM         |       |

### Salto com vara
20 de fevereiro
| Posição           | Atleta            | Nacionalidade | 3.60 | 3.80 | 4.00 | 4.05 | 4.10 | 4.30 | Resultados | Notas                 |
| ----------------- | ----------------- | ------------- | ---- | ---- | ---- | ---- | ---- | ---- | ---------- | --------------------- |
| Medalha de ouro   | Isabel de Quadros | Brasil        | –    | o    | o    | –    | o    | xxx  | 4.10       | Recorde do campeonato |
| Medalha de prata  | Alejandra Arevalo | Peru          | –    | o    | xo   | –    | xxx  |      | 4.00       |                       |
| Medalha de bronze | Juliana Campos    | Brasil        | xo   | o    | –    | xxx  |      |      | 3.80       |                       |

### Salto em comprimento
19 de fevereiro
| Posição           | Atleta            | Nacionalidade | #1   | #2   | #3   | #4   | #5   | #6   | Resultados | Notas            |
| ----------------- | ----------------- | ------------- | ---- | ---- | ---- | ---- | ---- | ---- | ---------- | ---------------- |
| Medalha de ouro   | Nathalee Aranda   | Panamá        | 6.42 | x    | 6.43 | x    | 6.31 | –    | 6.43       |                  |
| Medalha de prata  | Rocío Muñoz       | Chile         | 6.23 | 6.28 | 6.18 | x    | 6.29 | x    | 6.29       | Recorde nacional |
| Medalha de bronze | Eliane Martins    | Brasil        | x    | 6.23 | x    | x    | x    | x    | 6.23       |                  |
| 4                 | Valeria Quispe    | Bolívia       | x    | 5.89 | 6.00 | 6.02 | 5.95 | 5.98 | 6.02       | Recorde nacional |
| 5                 | Alejandra Arevalo | Peru          | 5.83 | 5.86 | 5.66 | 5.72 | –    | 5.60 | 5.86       |                  |
| 6                 | Thaynara Zoch     | Bolívia       | 5.66 | 5.73 | 5.56 | –    | –    | –    | 5.73       |                  |
| 7                 | Paula Daruich     | Peru          | 4.64 | 3.91 | 5.10 | 4.87 | 5.20 | 5.35 | 5.35       |                  |
| 8                 | Lissandra Campos  | Brasil        |      |      |      |      |      |      | DNS        |                  |

### Salto triplo
20 de fevereiro
| Posição           | Atleta              | Nacionalidade | #1    | #2    | #3    | #4    | #5    | #6    | Resultados | Notas                 |
| ----------------- | ------------------- | ------------- | ----- | ----- | ----- | ----- | ----- | ----- | ---------- | --------------------- |
| Medalha de ouro   | Gabriele dos Santos | Brasil        | 13.64 | 13.89 | x     | 13.84 | x     | 13.87 | 13.89      | Recorde do campeonato |
| Medalha de prata  | Liuba Zaldívar      | Equador       | 13.34 | 13.09 | 13.30 | 13.66 | 13.42 | x     | 13.66      | Recorde nacional      |
| Medalha de bronze | Silvana Segura      | Peru          | x     | x     | 13.14 | 13.27 | x     | 13.31 | 13.31      | Recorde nacional      |
| 4                 | Ketllyn Zanette     | Brasil        | 12.74 | 13.07 | 12.92 | 12.96 | 12.98 | 12.93 | 13.07      |                       |
| 5                 | Valeria Quispe      | Bolívia       | 13.00 | x     | x     | x     | 12.86 | 13.03 | 13.03      | Recorde nacional      |
| 9                 | Alejandra Arevalo   | Peru          | x     | –     | –     | –     | –     | –     | NM         |                       |

### Arremesso de peso
19 de fevereiro
| Posição           | Atleta          | Nacionalidade | #1    | #2    | #3    | #4    | #5    | #6    | Resultados | Notas                 |
| ----------------- | --------------- | ------------- | ----- | ----- | ----- | ----- | ----- | ----- | ---------- | --------------------- |
| Medalha de ouro   | Livia Avancini  | Brasil        | 17.31 | x     | 17.52 | 16.86 | 17.34 | 17.36 | 17.52      | Recorde do campeonato |
| Medalha de prata  | Ivanna Gallardo | Chile         | 16.30 | x     | x     | 15.88 | 16.82 | 17.03 | 17.03      |                       |
| Medalha de bronze | Milena Sens     | Brasil        | 14.34 | 15.27 | 15.42 | 16.59 | 15.56 | x     | 16.59      |                       |
| 9                 | Geisa Arcanjo   | Brasil        |       |       |       |       |       |       | DNS        |                       |

### Pentatlo
19 de fevereiro
| Colocação        | Atleta          | Nacionalidade | 60 m C/B | SA   | AP    | SD   | 800 m   | Pontos | Notas                 |
| ---------------- | --------------- | ------------- | -------- | ---- | ----- | ---- | ------- | ------ | --------------------- |
| Medalha de ouro  | Raiane Procópio | Brasil        | 8.87     | 1.72 | 11.49 | 5.80 | 2:30.30 | 3921   | Recorde do campeonato |
| Medalha de prata | Camila Jiménez  | Bolívia       | 9.24     | 1.54 | 8.82  | 5.52 | 2:44.88 | 3202   |                       |

Legenda
| Recorde mundial       | Recorde mundial (World record)               |                       | Recorde africano                      | Recorde africano (African) |                                           | Q | Classificado por posição (Qualified) |
| Recorde do campeonato | Recorde do campeonato (Championship record)  | Recorde da América    | Recorde da América (Americas)         | q                          | Classificado por melhor tempo (Qualified) |   |                                      |
| Melhor marca do ano   | Melhor marca do ano (World leading)          | Recorde asiático      | Recorde asiático (Asian)              | DNS                        | Não largou (Did not start)                |   |                                      |
| Recorde nacional      | Recorde nacional (National record)           | Recorde europeu       | Recorde europeu (European)            | DNF                        | Não terminou (Did not finish)             |   |                                      |
| Recorde pessoal       | Recorde pessoal do atleta (Personal best)    | Recorde da Oceania    | Recorde da Oceania (Oceania)          | DSQ / DQ                   | Desclassificado (Disqualified)            |   |                                      |
| Recorde da temporada  | Recorde da temporada do atleta (Season best) | Recorde sul-americano | Recorde sul-americano (South America) | NM                         | Sem marca (No mark)                       |   |                                      |